# Coccophagus berzeliae
Coccophagus berzeliae är en stekelart som beskrevs av Annecke och Insley 1974. Coccophagus berzeliae ingår i släktet Coccophagus och familjen växtlussteklar.
Artens utbredningsområde är Israel. Inga underarter finns listade i Catalogue of Life.